# Ефтимова, Инна
Инна Любомирова Ефтимова (болг. Инна Любомирова Ефтимова; род. 19 июня 1988, София) — болгарская легкоатлетка, специалистка по бегу на короткие дистанции. Выступала за сборную Болгарии по лёгкой атлетике в 2005—2021 годах, чемпионка Балкан, многократная чемпионка Болгарии, победительница и призёрка ряда крупных международных стартов, участница двух летних Олимпийских игр.

## Биография
Инна Ефтимова родилась 19 июня 1988 года в Софии, Болгария.
Впервые заявила о себе на международном уровне в сезоне 2005 года, когда вошла в состав болгарской сборной и выступила на юношеском мировом первенстве в Марракеше, где бежала 100 и 200 метров.
В 2006 году в тех же дисциплинах стартовала на юниорском мировом первенстве в Пекине.
На юниорском европейском первенстве 2007 года в Хенгело получила серебро в дисциплине 100 метров и взяла бронзу в дисциплине 200 метров.
В 2008 году отметилась выступлением на чемпионате мира в помещении в Валенсии, на домашнем старте в Софии превзошла всех соперниц и установила свой личный рекорд в беге на 200 метров на открытом стадионе — 22,94. Благодаря череде успешных выступлений удостоилась права защищать честь страны на летних Олимпийских играх в Пекине — на дистанции 100 метров не смогла пройти дальше первого раунда, тогда как на дистанции 200 метров остановилась в четвертьфинале.
В 2009 году установила личные рекорды в беге на 60 и 200 метров в помещении — 7,24 и 24,03 соответственно, участвовала в чемпионате Европы в помещении в Турине, одержала победу на домашнем чемпионате мира среди военнослужащих в Софии.
На чемпионате Европы 2010 года в Барселоне бежала 100 метров и эстафету 4 × 100 метров.
В 2011 году стартовала в 60-метровом беге на чемпионате Европы в помещении в Париже, на турнире в Пловдиве установила личный рекорд в 100-метровом беге — 11,20, выступила на чемпионате мира в Тэгу.
Сезон 2012 года Ефтимова начала достаточно успешно, дошла до полуфинала на чемпионате мира в помещении в Стамбуле и отобралась на Олимпийские игры в Лондоне, однако в мае была уличена в нарушении антидопинговых правил — её тест, сделанный во время прошлогоднего чемпионата мира, дал положительный результат на гормон роста. В результате Федерация лёгкой атлетики Болгарии отстранила спортсменку от участия в соревнованиях на 2 года.
По окончании срока дисквалификации в 2014 году Инна Ефтимова возобновила спортивную карьеру, в частности в составе болгарской сборной выступила на чемпионате Европы в Цюрихе, где бежала 100 и 200 метров, а также эстафету 4 × 100 метров.
В 2015 году стартовала на чемпионате Европы в помещении в Праге и на чемпионате мира в Пекине.
В 2016 году дошла до полуфиналов в беге на 100 и 200 метров на чемпионате Европы в Амстердаме.
В 2017 году стала полуфиналисткой в беге на 60 метров на чемпионате Европы в помещении в Белграде.
На чемпионате Европы 2018 года в Берлине принимала участие в дисциплинах 100 и 200 метров, в обоих случаях остановилась на стадии полуфиналов.
В 2019 году в беге на 100 метров заняла седьмое место на Европейских играх в Минске, выступила на чемпионате мира в Дохе.
В 2021 году дошла до полуфинала на чемпионате Европы в помещении в Торуне. Принимала участие в Олимпийских играх в Токио, где бежала 100 и 200 метров. По окончании сезона завершила спортивную карьеру.